# Nitroglycérine (videojuego de 1987)
Lucky Luke es un videojuego para Commodore 64 publicado por Infogrames en 1987 en Estados Unidos y Europa.
- Datos: Q16593979